# Andrej Kozelj
Andrej Kozelj, slovenski alpski smučar, * 27. november 1955, Maribor.
Koželj je za Jugoslavijo nastopil na Zimskih olimpijskih igrah 1976 v Innsbrucku, kjer je nastopil v smuku, veleslalomu in slalomu.